# 华北米蒿
华北米蒿（学名：Artemisia giraldii）是菊科蒿属的植物，为中国的特有植物。分布于中国大陆的陕西、河北、宁夏、山西、甘肃、内蒙古、四川等地，生长于海拔1,000米至2,300米的地区，一般生长在林缘、干河谷、灌丛与林中空地等、山坡、黄土高原、森林草原、路旁、局部地区成植物群落的建群种、滩地、丘陵以及主要的伴生种，目前尚未由人工引种栽培。

## 别名
吉氏蒿（俗称），艾蒿（陕西、内蒙古），灰蒿（河北），米棉蒿（山西），“麻拉图西-沙里尔日”（蒙语名），“普尔芒”（藏药名）

## 异名
- Artemisia giraldii Pamp. var. longipedunculata Y. R. Ling